# Сэсэн
Сэсэ́н (баш. cәсән, «поэт, певец-импровизатор, бард») — народный сказитель у башкир, традиционно исполняющий сказания и импровизации в форме песенного речитатива под аккомпанемент думбыры — традиционного струнного инструмента.
Запоминая и передавая из поколения в поколение традиционные сказания, опосредованно свидетельствуя о важных событиях прошлого, сэсэны выступали носителями устной народной памяти башкир, играя важную роль в поддержании родовой и общенациональной идентичности.
С другой стороны, будучи поэтами-импровизаторами, сэсэны выполняли важную социальную функцию, описывая и давая оценку событиям современности.
Различают три типа сэсэнов:
- сэсэны — сочинители эпических и иных кубаиров, песен, баитов, такмаков
- сэсэны-импровизаторы
- сэсэны-исполнители

Традиционные состязания сэсэнов назывались айтыш и собирали большие аудитории.
Состязания проводились как ради чистого искусства, так и как метод обсуждения и улаживания конфликтов между родами. В давние времена, свой сэсэн был у каждого значимого рода башкир. Конфликт между родами решался состязаниями сэсэнов на всеобщем празднике — джиене. Победа импровизатора означала победу его рода в конфликте.

## История
Из древних сэсэнов известны имена Катай Гали сэсэна, Турумтай сэсэна, Суюндук сэсэна, Кильдыш сэсэна, Еммет сэсэна, Каракай сэсэна, Яхъя сэсэна и др. В памяти народа сохранились имена многих сэсэнов XIV—XVIII вв., тесно связанных с историей и духовной культурой башкир: Хабрау, Ерэнсэ, Кубагуша, Караса, Махмута, Баика Айдара и др.
Расцвет творчества сэсэнов приходится на XVI—XVIII века. Получают развитие основные жанры из устной литературы: эпос, кубаир, айтыш, песня, представленные в творчестве Кубагуш сэсэна, Ерэнсэ сэсэна, Карас сэсэна, Баик айдара и др.
Запрет йыйынов в начале XIX века лишает сэсэнов аудитории, права публичных выступлений, в результате происходит постепенное угасание таких жанров, как эпос, кубаир, айтыш, а наиболее популярным жанром становится песня.
В творчестве Махмут сэсэна, Буранбай сэсэна, Ишмухамет сэсэна основными становятся жанровые формы песни — историческая, бытовая, лирическая и др. Получает развитие жанр баита.
Между сэсэнами разных поколений устанавливалась преемственная связь: М. А. Бурангулов был учеником Габит сэсэна, Габит сэсэн — Ишмухамет сэсэна, Ишмухамет сэсэн — Баик Айдара. Сэсэны импровизаторы знали наизусть произведения своих предшественников.
В XX веке происходит постепенное угасание института сэсэнов, что было обусловлено переходом авторов к письменному творчеству.
Разрушение традиционного кочевого уклада жизни башкир повлияло и на башкирскую культуру, хранителем и создателем которой многие века были сэсэны. Традиции отмирали, вместе с ними и культура поэтов-импровизаторов. Влияние на общество оседлых башкир уменьшилось, их роль и количество снизилось. Среди известных сэсэнов того времени: Ишмухамет Мурзакаев, Габит Аргынбаев, Хамит Альмухаметов, Сабирьян Мухаметкулов, Шафик Аминев-Тамьяни, Валиулла Кулембетов.

## Современное состояние
В первые годы после революции, когда в области культуры, литературы и искусства господствовала концепция пролеткультовцев, народное творчество, в том числе творчество сэсэнов, воспринимались как архаика. После Первого съезда советских писателей (1934 г.) отношение к ним изменилось. На съезде Максим Горький бросил клич изучать национальный фольклор, высоко оценивал творчество дагестанского ашуга Сулеймана Стальского и назвал его Гомером XX века.
После этого съезда и в Башкортостане активизировалась работа по сбору фольклора, в том числе произведений сэсэнов. Однако в последующие годы создание кубаиров начали рассматривать как стилизацию под старые формы. Этому в определенной мере способствовали и пресловутые постановления ЦК ВКП(б) 1944 и 1945 годов о состоянии агитационно-пропагандистской работы в парторганизациях ТАССР и БАССР. Кубаир «Идукай и Мурадым» и сэсэн-кубаирист Мухаметша Бурангулов попали в опалу, что было воспринято как запрет жанра кубаира вообще. Сэсэны, получившие в период до Октябрьской революции образование в медресе, занялись новыми литературными формами, другие обращались к таким фольклорным жанрам, как такмак, короткая песня, баит и сказка.
К первой группе относятся Гатаулла Галиев (1861—1939) из деревни Нигматулла (Малаш) Альшеевского района, Гиндулла Усманов (1875—1956) из деревни Гумерово Кушнаренковского района; Илгаметдин Базаров (1877-?) из деревни Тамьян-Таймасово Миякинского района, Валиулла Кулумбетов (1881—1964) из деревни Яктыкулево Гафурийского района, Шайдулла Шарифуллин (1883—1959) из села Каралачук Дюртюлинского района; Шагаргази Габдиев (1889—1979) из деревни 2-е Иткулово Баймакского района; Сайфулла Сагитов (1899—1977) из деревни Утяшево Гафурийского района, Сахрияр Муллабаев (1899—1977) из деревни Чуракаево Альшеевского района, Асадулла Гатиатуллин (1891—?) из деревни Тартышево Кушнаренковского района.
Вторую группу составляют сэсэны Ярми Саити (Саит Ахметович Исмагилов, 1884—1970) из деревни Ярми Чишминского района, Фаррах Давлетшин (1887—1956) из деревни Старо-Уртаево Дюртюлинского района, Наби Гадельбаев (1885—1939) из деревни Чингизово Баймакского района, Газиза Сулейманова (1890 — ?), Хадиса Кусябаева (1902 — ?), Ислам Смаков (1903—1980), Яхъя Акмурзин (1897) из села Белак-Тамак Кувандыкского района Оренбургской области.
Поднятие национального самосознания повлияло на возрождение в новом качестве сэсэнов — как народных поэтов, сохраняющие в своих произведениях утраченные забытые традиции. Известные сэсэны стали записывать фольклор, распространять его, перерабатывая народное творчество в новые формы: пьесы, спектакли и пр. В 1930-х начались аресты национально ориентированной культурной элиты башкир, их произведения и работы стали под запретом. Такова судьба была у самого значимого сэсэна — Мухаметши Бурангулова, сохранившего для потомков национальный эпос — «Урал-батыр», записав его старого поколения сэсэнов.
В 1943 году введено звание Народный сэсэн БАССР, сейчас Народный сэсэн Башкортостана или просто народный сэсэн. Званием были удостоены: М. А. Бурангулов, Ф. Д. Давлетшин, С. А. Исмагилов.